# Савёловский (торговый комплекс)
ТК «Савёловский»— торговый комплекс в Москве, расположенный в районе Савёловский, на улице Сущёвский Вал рядом с Савёловским вокзалом. Основан в 1998 году, перестроен в 2012-м.
Торговый комплекс включает в себя 5 торговых центров («Модный», «Детский», «Спортивный», «Компьютерный», «Мобильный»), 472 магазина известных и молодых брендов, street food, охраняемую парковку на 350 мест, велопарковку, зарядку для электромобилей.

## История
Торговый комплекс «Савёловский» основан в 1998 году в формате рынка на территории бывшего завода шлифовальных станков, прекратившего свою работу в годы перестройки. В 1990-е рынок стал одним из первых крупных торговых комплексов в пределах Третьего транспортного кольца. Притоку покупателей способствовали близость метро, Дмитровского шоссе, Савёловского вокзала и высокая плотность населения, проживающего неподалёку. Общая площадь составляет 58 455 м², общая арендуемая площадь — 42 100 м².
С момента открытия рынок специализировался на продаже одежды, товаров для дома и бытовой техники, став третьим по величине стихийным торговым комплексом в Москве после «Горбушки» и Митинского радиорынка. Со временем большинство павильонов заняли продавцы мобильных телефонов, компьютеров и сопутствующих товаров: комплектующих, мониторов, расходных материалов. Важную роль стала играть и торговля компакт-дисками с музыкой, фильмами, компьютерными играми, лицензионным и «пиратским» программным обеспечением, телефонными и автомобильными базами данных.
В ночь на 12 июня 2004 года часть комплекса начали сносить бульдозерами, на грузовых машинах вывезли компьютерную технику арендаторов. Через два дня в одном из павильонов произошло возгорание, которое нанесло комплексу значительный материальный ущерб.
В ноябре 2006-го собственником комплекса стала компания «Нерль», объявившая о планах по преобразованию его в современный торговый центр.
В 2009 году торговый комплекс был перепродан, началась модернизация торговых площадей.
В 2011 году ТК «Савёловский» попал в списки распространителей контрафактной продукции, опубликованные администрацией представителя США в сфере торговли. Вместе с рынком в списке из России числились социальная сеть «ВКонтакте» и торрент-портал Rutracker. Публикация списка дала толчок к развитию комплекса: в договоре аренды появился прямой запрет торговать контрафактом на территории комплекса, контракты с продавцами пиратских материалов были расторгнуты.
В 2012 году состоялась масштабная реновация торгового комплекса. Были обновлены несущие конструкции торгового центра, облицован фасад, установлена новая инженерная система. Торговые павильоны 1990-х годов были функционально модернизированы, установлено единое оформление витрин и новая подсветка.
В ноябре 2015 года торговый комплекс эвакуировали из-за ложного сообщения о взрывном устройстве.
В 2017 году на территории комплекса открылся корпус с магазинами спортивных товаров.
В 2023 году ТК «Савёловский» отмечает юбилей — 25 лет.

## Структура торгового комплекса
На 2018 год бывший рынок преобразован в современный комплекс, состоящий из пяти основных центров:
- «Савёловский — модный», включающий более 100 специализированных и мультибрендовых российских и иностранных магазинов по продаже одежды, обуви и аксессуаров, среди которых: Puma, ANTA,  Street Beat, Amazing Red, Sport Point, Tom Tailor, Colin's, ECCO, Ralf Ringer, U.S. Polo Assn., и другие, а также камерные магазины и бутики.
- «Савёловский — детский», где продаются детская одежда, игрушки, коляски, школьная форма и канцелярия, мебель, товары для дома, беременных и кормящих женщин. Включает магазины: Детский мир, Royal Kid, СИН, Familia, Chicco и другие.
- «Савёловский — компьютерный», где находится более 130 тематических торговых точек по продаже компьютеров, в том числе фирменные магазины: ASUS, DNS, Samsung, Ситилинк, Lenovo. ТК также предлагает услуги по ремонту техники.
- «Савёловский — мобильный», насчитывающий более 130 магазинов по продаже мобильных телефонов брендов Apple, Infinix Mobile, Xiaomi, Samsung и др., планшетов, аксессуаров и комплектующих, а также салонов связи и сервис-центров.
- «Савёловский — спортивный», насчитывающий около 30 магазинов по продаже товаров для всех видов спорта: боевые, фитнес, аэробика, водные и горные, дайвинг, стрельба, теннис, а также спортивное питание, страйкбольное снаряжение, одежда и обувь, велосипеды, самокаты, тренажеры, товары для рыбалки, мото и туризма. Ассортимент представлен сетевыми и интернет-магазинами, известными исторически, локальными точками продаж: Rocky-shop, ARMORT.RU, Эра Стратега, NINEBOT.RUN, Aminobar.ru, Металлоискатели MDREGION, МИР РАКЕТОК, Camozon Elite Division, Четыре Глаза и др.

Также на территории комплекса находятся фудкорт, аптеки, охраняемая автомобильная парковка, зарядка для электромобилей и велопарковка, мойка, ателье, парикмахерская и барбершоп, пункты выдачи и отправки заказов, спортивная площадка.
ТК «Савёловский» отвечает современности, поддерживает экологическое движение. На территории комплекса установлены контейнеры для сбора батареек и аккумуляторов, а также боксы, куда можно сдать ненужную одежду, обувь и аксессуары для малообеспеченных граждан или на переработку.

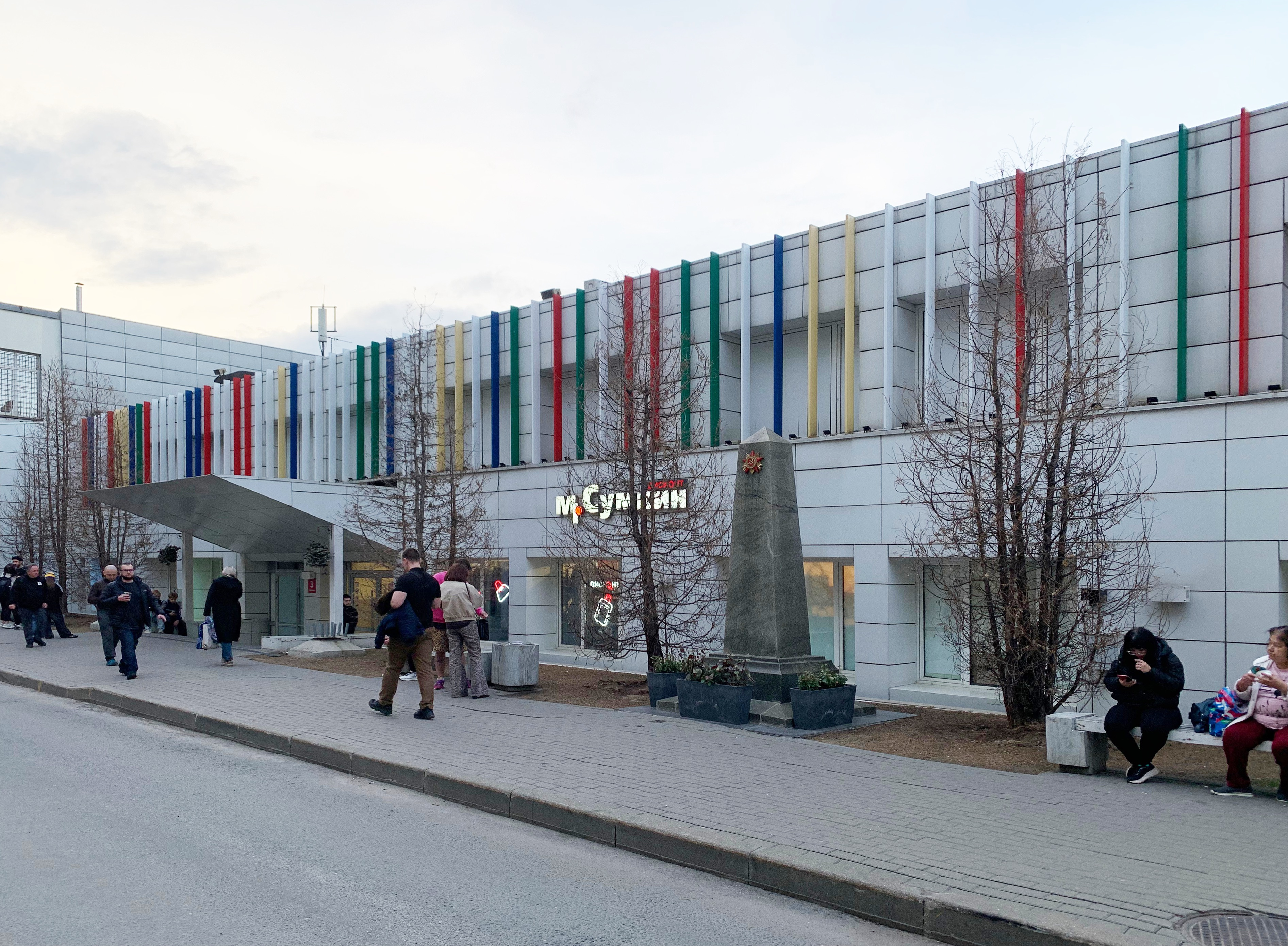
Модный
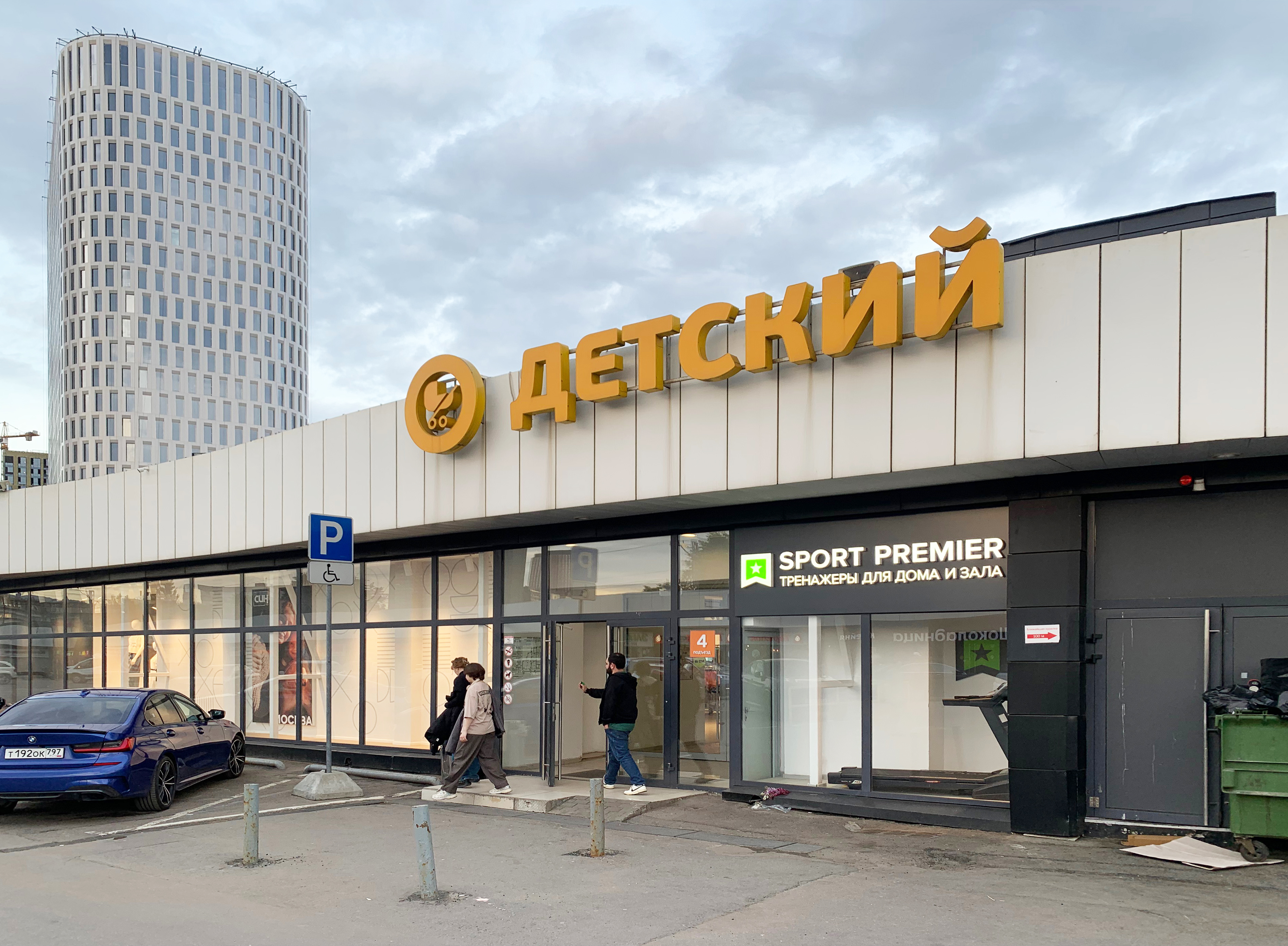
Детский
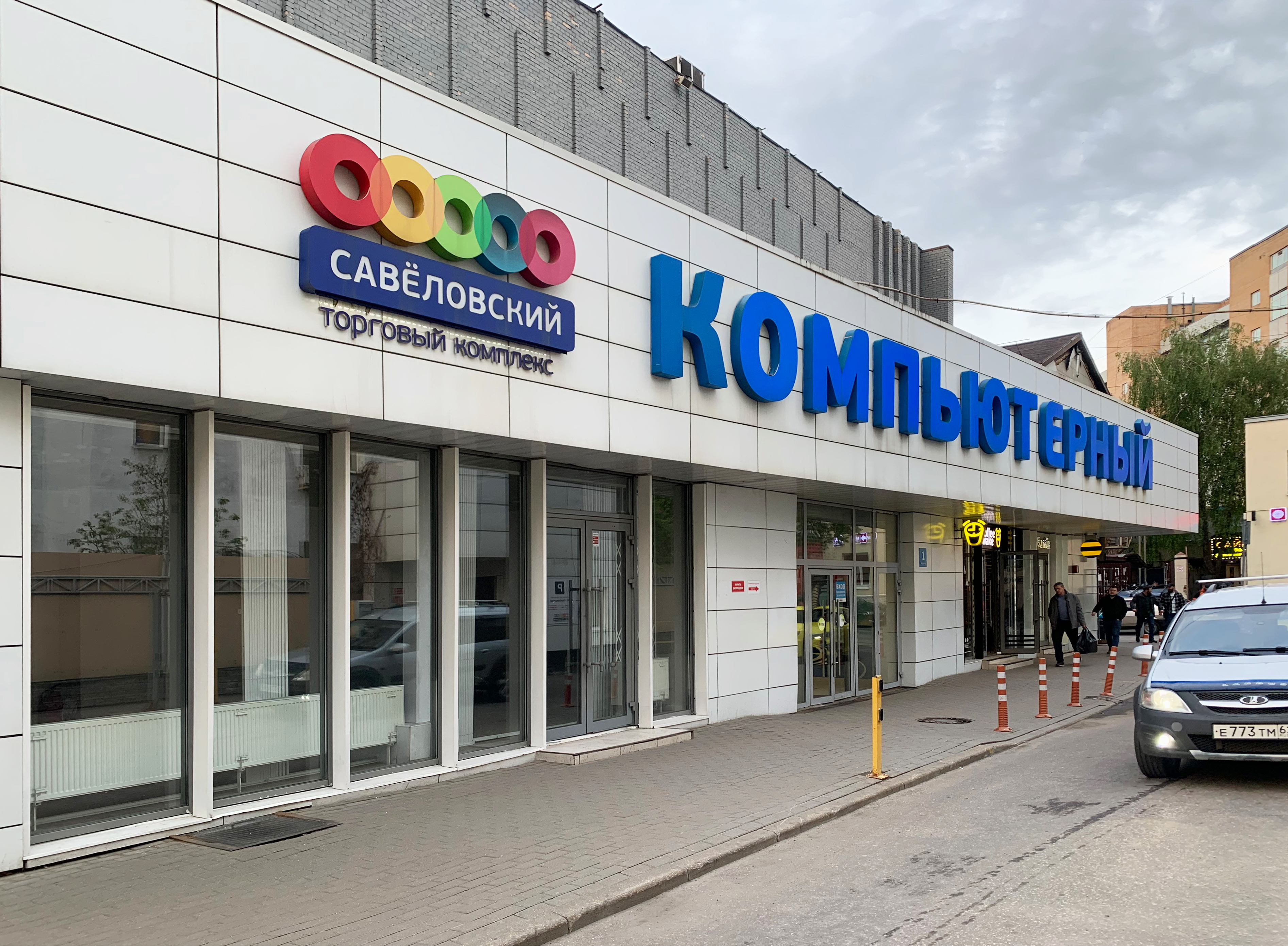
Компьтерный
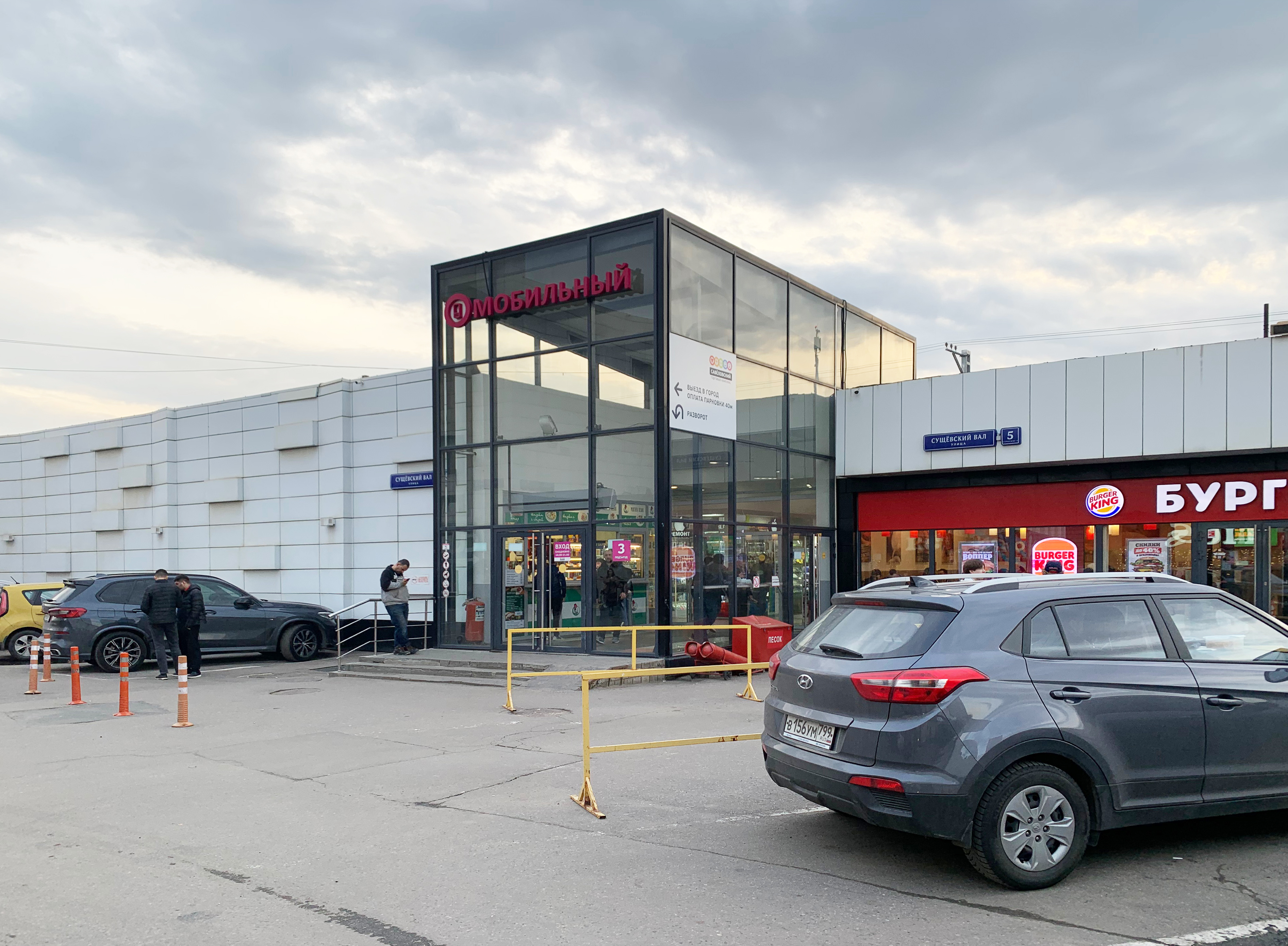
Мобильный
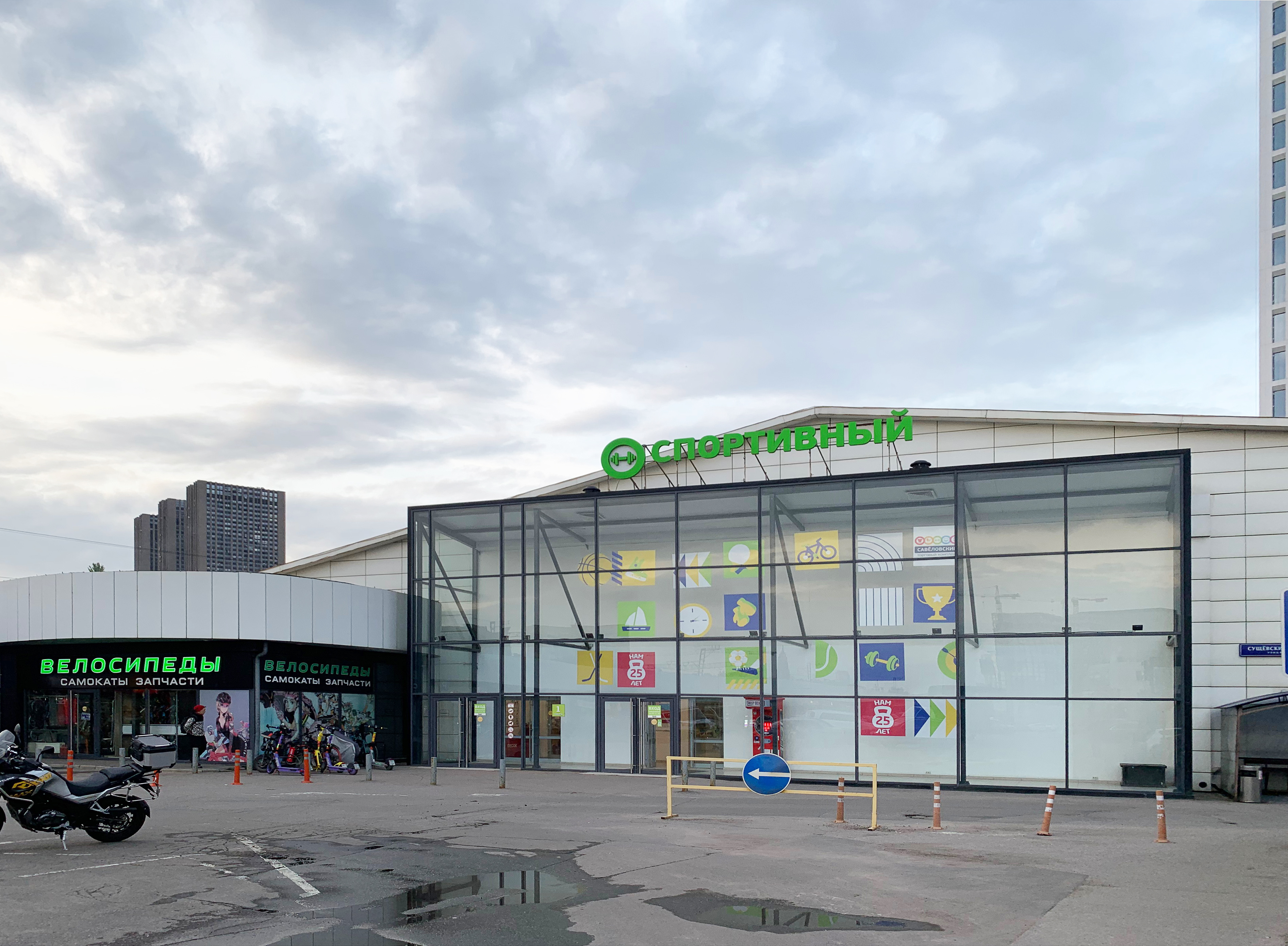
Спортивный